# Parapiqueria
Parapiqueria es un género botánico monotípico perteneciente a la familia de las asteráceas. Su única especie: Parapiqueria cavalcantei es originaria  de Brasil en la Amazonia en Pará.

## Descripción
Las plantas de este género sólo tienen disco (sin rayos florales) y los pétalos son de color blanco, ligeramente amarillento blanco, rosa o morado (nunca de un completo color amarillo).

## Taxonomía
Parapiqueria cavalcantei fue descrita por  R.M.King & H.Rob.  y publicado en Phytologia 47: 111. 1980.